# 西蓮寺 (犬山市)
西蓮寺（さいれんじ）は、愛知県犬山市犬山東古券539にある真宗大谷派の寺院。山号は無量山。本尊は阿弥陀如来。本堂、書院、庫裏、山門、蔵が登録有形文化財。

## 歴史
美濃国土岐郡土岐村（現・土岐市）の武士である土岐左京進源頼茂は、釋信慶として蓮如上人の門弟となった。明応2年（1493年）秋、各務郡宇留摩（現・各務原市鵜沼）に一宇を建立した。
文亀元年（1501年）、犬山城下の現在地に移った。文亀3年（1503年）には實如上人より本尊絵像と坊号信蔵坊を賜り、慶長14年（1609年）には教如上人より木佛木尊像を賜った。

## 文化財

### 登録有形文化財
- 本堂
  - 入母屋造、本瓦葺[1]。建築面積194平方メートル[1]。桁行5間、梁間5間の五間堂[1]。犬山城下の寺内町にあり、境内中央に南面して建つ[1]。
  - 宝暦10年（1760年）竣工[1]。1996年（平成8年）改修[1]。2007年（平成19年）12月5日、登録有形文化財に登録された[1]。
- 書院
  - 木造2階建、切妻造、平入、桟瓦葺[2]。建築面積91平方メートル[2]。桁行4間、梁間6間[2]。本堂と庫裏の間に南面して建つ[2]。
  - 昭和初期竣工[2]。2007年（平成19年）12月5日、登録有形文化財に登録された[2]。
- 庫裏
  - 切妻造平入、桟瓦葺[3]。建築面積143平方メートル[3]。桁行6間半、梁間6間[3]。本堂の東側に南面して建つ[3]。西側は四間取（田の字型）の間取りであり、東側には土間がある[3]。
  - 江戸時代中期竣工[3]。2007年（平成19年）12月5日、登録有形文化財に登録された[3]。
- 山門
  - 切妻造、桟瓦葺[4]。間口2.1メートルの薬医門[4]。通りに南面して建つ[4]。左右に袖塀と潜り戸が付いている[4]。
  - 江戸時代中期竣工[4]。2007年（平成19年）12月5日、登録有形文化財に登録された[4]。

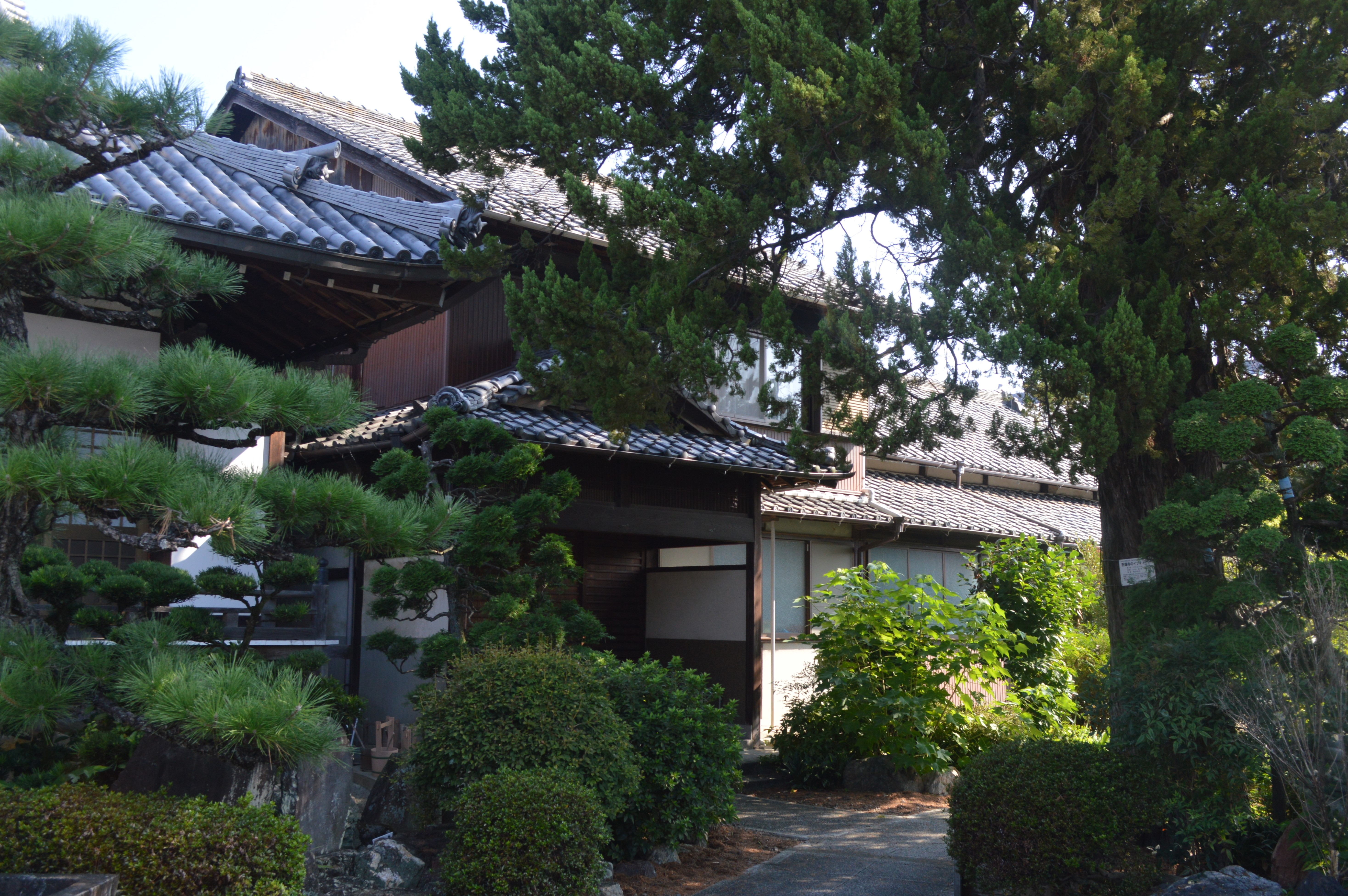
書院
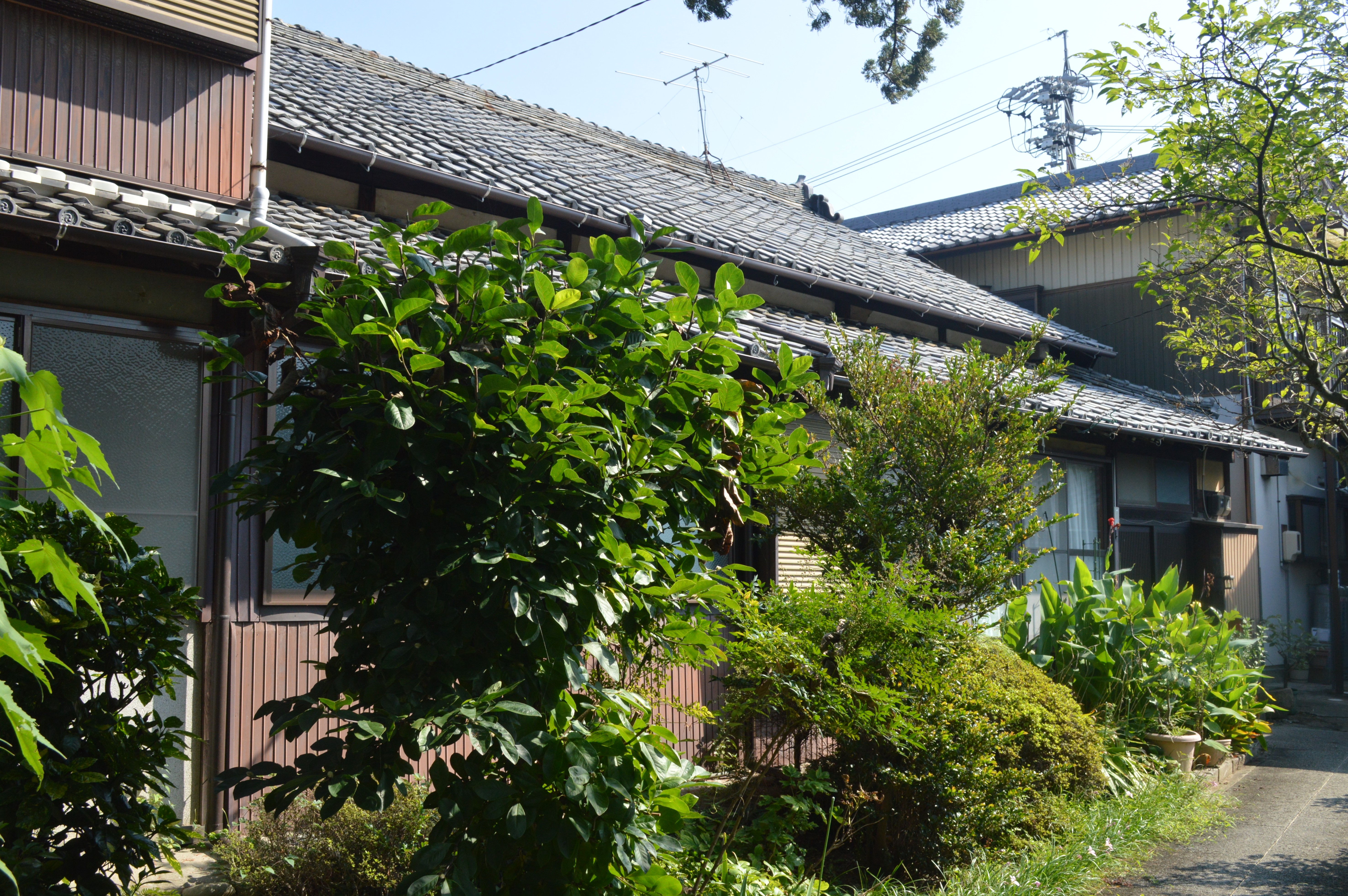
庫裏
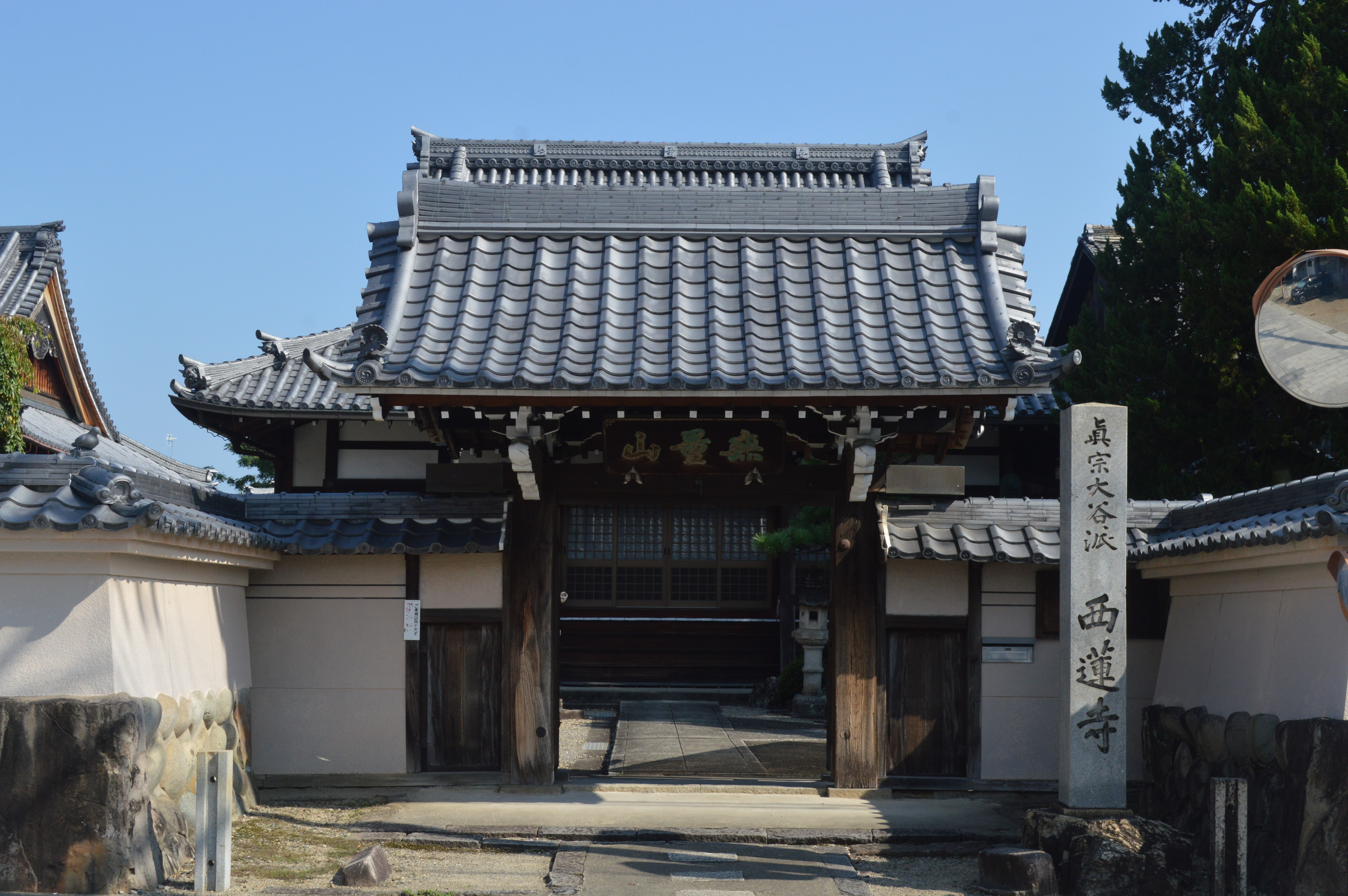
山門
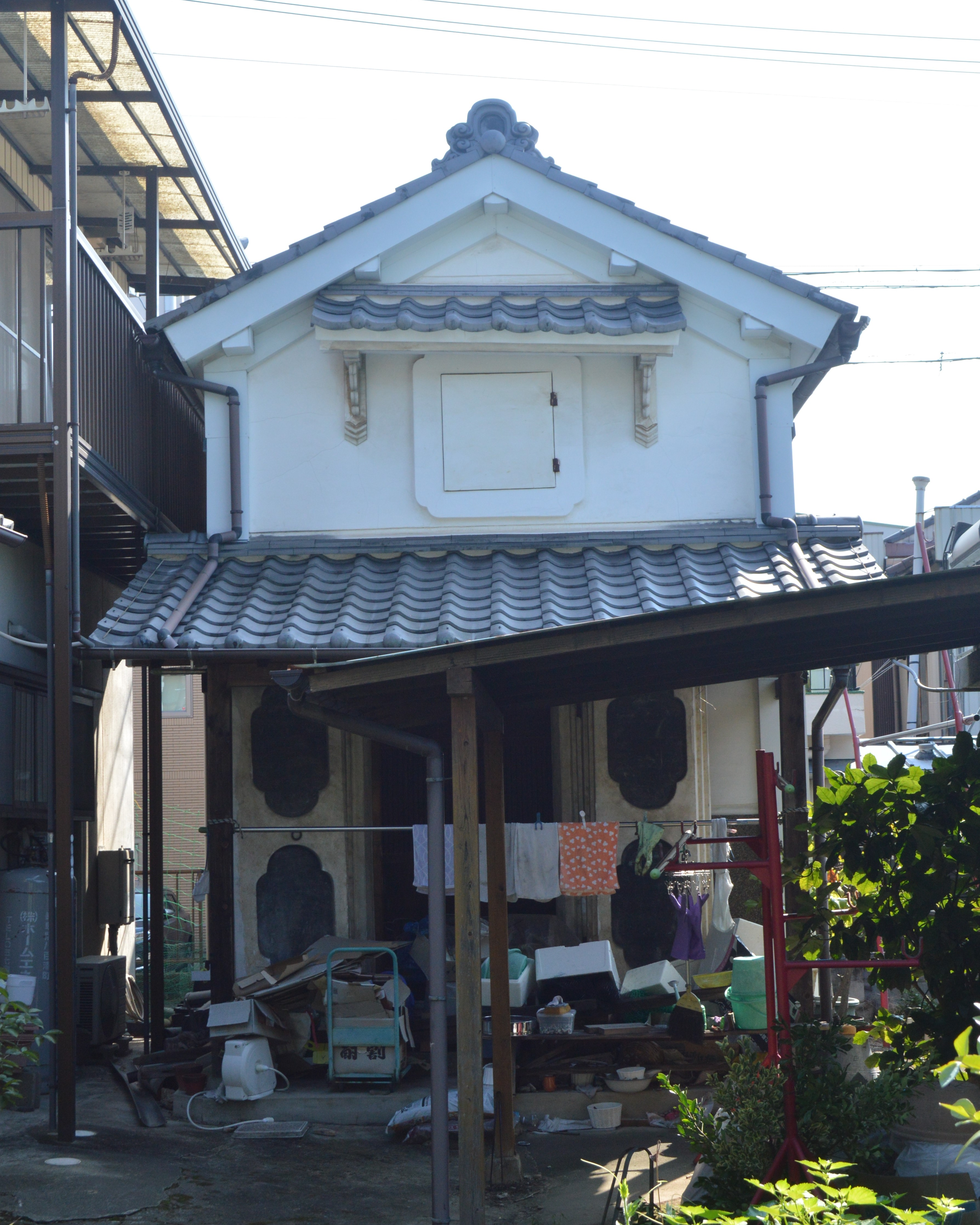
蔵
  - 土蔵造2階建[5]。切妻造、妻入、桟瓦葺[5]。建築面積16平方メートル[5]。桁行3.6メートル、梁間3.3メートル[5]。庫裏の南東に西面して建つ[5]。
  - 明治時代竣工[5]。1937年（昭和12年）移築[5]。2007年（平成19年）12月5日、登録有形文化財に登録された[5]。

- 書院
- 庫裏
- 山門
- 蔵